# Чёрная лагуна
«Чёрная лагуна» (исп. El internado. Laguna Negra — «Интернат. Чёрная лагуна») — испанский мистический сериал, выходивший на экраны на канале Antena 3 с 24 мая 2007 года по 13 октября 2010 года, когда в прощальную неделю на экраны вышли сразу два финальных эпизода.
В России сериал транслировался на телеканале Sony Sci-Fi и телеканалом Teen TV. В Белоруссии с 17 мая 2011 года транслировался на 8 канале.
С бюджетом каждой серии в 600 000 евро сериал является вторым самым дорогим сериалом испанского телевидения.
В феврале 2021 года на платформе Prime Video состоялся перезапуск сериала под названием «Чёрная лагуна: Вершины».

## Описание
Маркоса и его младшую сестру Паулу определяют в интернат «Чёрная лагуна» после исчезновения родителей. Они поселяются в этом элитном месте под присмотром основателя и директора этого интерната и по совместительству их законного опекуна. Очень скоро Маркос узнаёт, что в «Чёрной лагуне» полно страшных секретов и происходящие здесь события каким-то образом связаны с его семьёй. Вместе со своими новыми друзьями Каролиной, Иваном, Викторией, Роке и Каэтано, а затем и Хулией он пытается добраться до истины, но чем ближе они подбираются к ней — тем сильнее приходится сражаться за свою жизнь. Очень скоро они узнают, что правда гораздо страшнее, чем они думали вначале.

## Персонажи и исполнители

### Персонал интерната «Чёрная лагуна»
- Гектор Де Ла Вега/Самуэль Эспи — Луис Мерло (исп. Luis Merlo): Преподаватель испанского языка и литературы, директор интерната в 1 сезоне. Со 2 сезона — завуч интерната. Старший брат Ирене Эспи, дядя Маркоса, Паулы и Самуэля Новоа Пасос. (1—5 сезоны, 7 сезон — эпизодически)
- Эльса Фернандес Кампос — Наталия Мильян (исп. Natalia Millán): Преподаватель истории, директор интерната со 2 сезона. Сестра-близнец Пабло Фернандес Кампос (Гнома). (1—7 сезоны)
- Мария Альмагро — Марта Торне (исп. Marta Torné): Уборщица интерната, биологическая мать Ивана Нойрета, жена Фермина (1—7 сезоны).
- Фермин де Пабло/Карлос Альманса — Рауль Фернандес (исп. Raúl Fernández de Pablo): Шеф-повар интерната, агент Сауля. Влюблён в Марию, позже на ней женился. (1—7 сезоны)
- Амелия Угарте Роландо — Марта Асас (исп. Marta Hazas): Учительница начальных классов, сестра Фернандо Угарте Роландо. Работала на нацистов. (1—7 сезоны)
- Камило Бельмонте/Хельмут фон Хаммер — Педро Сивера (исп. Pedro Civera): Учитель латыни. Нацист. (1—5 сезоны, 6 и 7 сезоны эпизодически)
- Педро Камачо — Эдуардо Веласко (исп. Eduardo Velasco): Учитель физкультуры. Друг Эктора. Был любовником Эльсы Фернандес. (1—4 сезон). Покончил с собой после ложного обвинения в убийстве  Матео Табуэнко.
- Хасинта Гарсиа — Ампаро Баро (исп. Amparo Baró), Каролина Лапауса (исп. Carolina Lapausa): Управляющая интернатом, мать Вероники, бабушка Мигеля. (1—7 сезоны)
- Матео Табуэнко — Алехандро Ботто (исп. Alejandro Botto): Учитель математики. Агент нацистов. (2—3 сезоны, 4 сезон — один эпизод). Похоронен заживо.
- Нора Диас — Мариона Рибас (исп. Mariona Ribas): Учительница истории, агент Сауля. (3 сезон, 4 сезон — один эпизод)
- Мартин Морено Родригес/Эмилио Гальван — Исмаэль Мартинес (исп. Ismael Martínez): Учитель естественных наук. Встречается с Ребеккой. Отец Лукаса (4—7 сезоны).
- Ребекка Бенароч — Ирене Монтала (исп. Irene Montalà): Учительница истории, агент Сауля. При прикосновении к человеку видит его плохую сторону. Встречается с Мартином (5—7 сезоны).
- Фернандо Угарте Роландо — Адам Кинтеро (исп. Adam Quintero): Учитель рисования, брат Амелии Угарте Роландо. Проявлял симпатию к Каролине. Совершил самоубийство из-за того, что Амелия работала на нацистов из-за него (4 сезон — эпизодически, 5 сезон).
- Уго Алонсо — Хавьер Риос (исп. Javier Ríos): Учитель физкультуры. Нацист. Правая рука Риттера Вульфа. (5—7 сезоны)
- Лусия Гарсиа Миранда / Марта Фернандез — Лола Бальдрик (исп. Lola Baldrich): Врач интерната. Работала на "Ottox". Мать Томаса (5—7 сезоны).
- Жак Нойрет — Карлос Леаль (исп. Carlos Leal): Приёмный отец Ивана Нойрета. Глава попечительного совета, замещал Эльсу Фернандес на время декретного отпуска. Встречался с Эльсой. Акционер "Ottox". Попал в психиатрическую больницу. (1—4 сезоны — эпизодически, 5—6 — постоянно, 7 сезон — эпизод)
- Клара Саэс — Наталия Лопес (исп. Natalia López): Хореограф. Работала на нацистов. (5 сезон — эпизод, 6—7 сезоны)
- Алисия Кораль — Кристина Маркос (исп. Cristina Marcos): Учительница философии, инспектор полиции под прикрытием. (6—7 сезоны)
- Альфонсо Себальос — Пако Мерино (исп. Paco Merino): Учитель истории. Именно он первым понял, что в школе происходит что-то неладное. (1 сезон, 2 и 3 сезоны — эпизод)
- Хосе Антонио «Тони» — Алехандро Касасека (исп. Alejandro Casaseca): Слесарь, биологический отец Ивана Нойрета. Бывший возлюбленный Марии. Приехал в интернат ради неё. Убит отчимом Хулии (4 сезон, 5 сезон — эпизод).

### Ученики интерната
- Иван Нойрет Леон — Йон Гонсалес (исп. Yon González) приёмный сын Жака Нойрета, биологический сын Марии Альмагро и Хосе Антонио (1—7 сезоны).
- Маркос Новоа Пасос — Мартин Ривас (исп. Martiño Rivas) сын Сандры Пасос/Ирене Эспи и Андреса Навоа, брат Паулы, племянник Самуэля Эспи. Встречался с Амелией. Парень Каролины. (1—7 сезоны)
- Каролина Леаль Солис — Ана де Армас (исп. Ana de Armas) дочь известной актрисы, девушка Ивана, позже — Маркоса. (1—6 сезоны).
- Виктория Мартинес Гонсалес — Элена Фуриасе (исп. Elena Furiase) лучшая подруга Каролины, была влюблена в Ивана, тайная любовь Каэтано. Девушка Начо. (1—7 сезоны).
- Каэтано Монтеро — Фернандо Тиельве (исп. Fernando Tielve) лучший друг Роке Санчеса. Тайно влюблён в Викторию (1 сезон. Эпизодические роли во 2 и 3 сезонах).
- Роке Санчес Навас — Даниэль Ретуэрта (исп. Daniel Retuerta) лучший друг Каэтано. Был влюблён в Хулию. (1—7 сезоны).
- Паула Новоа Пасос — Карлота Гарсиа (исп. Carlota García) дочь Сандры Пасос/Ирене Эспи и Андреса Навоа, сестра Маркоса и племянница Самуэля Эспи, клон Эвы Вульф (1—7 сезоны).
- Эвелин Понс — Дениссе Пенья (исп. Denisse Peña) лучшая подруга Паулы Навоа (1—7 сезон).
- Хулия Медина — Бланка Суарес (исп. Blanca Suárez) девушка Ивана, медиум. (2—7 сезоны)
- Лукас Морено — Хавьер Сидонча (исп. Javier Cidoncha) сын Мартина Морено, видит вещие сны. Друг Паулы и Эвелин. (4—7 сезоны)
- Хавьер Ольгадо — Серхио Мурильо (исп. Sergio Murillo) задира, всегда враждует с Паулой, Эвелин и Лукасом (2—7 сезоны).
- Игнасио Гарсия «Начо» — Йонас Берами (исп. Jonás Berami) парень Викки. (5 сезон)
- Амайя Гонсалес — Нани Хименес (исп. Nani Jiménez) пыталась соблазнить Маркоса. Не та, за кого себя выдает. (6—7 сезоны)
- Рубен Боско — Хосе Анхел Триго (исп. José Ángel Trigo) отличник. По приказу Уго пытался соблазнить Хулию.(6—7 сезоны)
- Мигель Перес Фернандес — Эдуардо Эспинилья (исп. Eduardo Espinilla) внук Хасинты Гарсиа и Хоакина Фернандеса/Мартина фон Клауса (2—4 сезоны).
- Сусанна дель Рио — Хулия Форнер (исп. Julia Fournier) девушка Эмо. Была влюблена в Ивана. (5 сезон — эпизодически)

### Участники проекта «Близнецы»
- Сантьяго Пасос / Риттер Вульф — Хосе Эрвас (исп. José Hervás). «Дедушка» Маркоса и Паулы. Приемный отец Сандры Пасос/Ирене Эспи. (В 3 и 4 сезонах появлялся только во флешбеках). Главный руководитель "Ottox". (5—6 сезоны — эпизодически)
- Хоакин Фернандес / Мартин фон Клаус — Эдуардо Макгрегор (исп. Eduardo McGregor). Отец Эльсы. Бывший директор приюта «Чёрная лагуна» (1—4 сезон — эпизодически).
- Полковник Араухо / Карл Фляйшер — Хоан Масотклейнер (исп. Joan Massotkleiner). Глава оцепления при карантине. Руководитель "Ottox". (7 сезон)
- Теодора Раубер — Лола Кордон (исп. Lola Cordon) — единственная женщина, руководившая "Ottox" (7 сезон).
- Николас Гарридо — Иньяки Фонт (исп. Iñaki Font). Офицер связи (7 сезон).
- Макс Левоф — Санти Понс (исп. Santi Pons). Создатель машины светового излучения. (7 сезон)
- Рикардо Монтойя / настоящее имя неизвестно — Мигель Альсибар. (исп. Miguel Alcíbar) (1 сезон — эпизодически)
- Марио Торрес — Хосе Луис Патиньо (исп. José Luis Patiño). Адвокат семьи Новоа Пасос. (1—4 сезоны — эпизодически)

### Остальные персонажи
- Сауль Перес Сабан — Мануэль де Блас (исп. Manuel de Blas). Начальник Фермина/Карлоса, Норы и Ребекки. (2—3 сезон — эпизодически, 4—6 сезоны, 7 сезон — эпизод)
- Давид Альманса — Хосе Луис де Сантос (исп. José Luis de Santos). Отец Фермина/Карлоса. (4 сезон — эпизод)
- Даниэль Алонсо «Аполло» — Хавьер Риос. Брат-близнец Уго. Пытался расскрыть деятельность брата. (6 сезон — эпизодически)
- Пабло Фернандес/«Гном» — Хавьер Ирибаррен (исп. Javier Iribarren). Брат-близнец Эльсы. Друг Паулы и Ирене Эспи. (1—2 сезоны — эпизодически)
- Вероника Фернандес Гарсиа — Лусия Кинтана (исп. Lucía Quintana). Дочь Хасинты. (1—2 сезоны — голос, 4 сезон — один эпизод)
- Андрес Новоа — Луис Моттола (исп. Luis Mottola). Отец Маркоса и Паулы. Муж Сандры Пасос. Работал на "Ottox". (Конец 4 сезона, 5—6 сезоны)
- Ирене Эспи/Сандра Пасос — Йоланда Арестеги (исп. Yolanda Arestegui). Мать Маркоса, Паулы и Самуэля. Младшая сестра Самуэля Эспи (2—7 сезоны)
- Эва Вульф — Карлота Гарсия (исп. Carlota García). Дочь Риттера Вульфа. (6 сезон)
- Курро Бермудес — Эдуардо Майо (исп. Eduardo Mayo). Один из заражённых 7 сезона. (7 сезон)
- Кристина Паласиос — Тасуара Касарес (исп. Tacuara Casares). Возлюбленная Матео. (2 сезон — один эпизод)

## Сезоны
Общая информация по сезонам, а также данные об измерении показателей телевизионной аудитории премьерных показов сериала «El Internado» в Испании:
| Сезон     | Количество серий | Премьера        | Окончание       | Рейтинг   | Рейтинг | Рейтинг |
| Сезон     | Количество серий | Премьера        | Окончание       | Аудитория | Доля    |         |
| --------- | ---------------- | --------------- | --------------- | --------- | ------- | ------- |
| Первый    | 6                | 24 мая 2007     | 28 июня 2007    | 4 077 000 | 23,8 %  |         |
| Второй    | 8                | 7 ноября 2007   | 2 января 2008   | 3 612 000 | 20,2 %  |         |
| Третий    | 9                | 23 апреля 2008  | 25 июня 2008    | 3 421 000 | 20,4 %  |         |
| Четвёртый | 11               | 22 октября 2008 | 15 января 2009  | 3 893 000 | 22,0 %  |         |
| Пятый     | 9                | 12 мая 2009     | 7 июля 2009     | 3 163 000 | 18,4 %  |         |
| Шестой    | 13               | 16 ноября 2009  | 1 марта 2010    | 2 929 000 | 16,5 %  |         |
| Седьмой   | 15               | 2 июня 2010     | 13 октября 2010 | 2 494 000 | 15,0 %  |         |
| Итог      | 71               | 2007            | 2010            | 3 370 000 | 19,5 %  |         |

### Первый сезон
1. Чудовища не щекочут (Los monstruos no hacen cosquillas).
2. У всех свои секреты (Todo el mundo tiene un secreto)
3. Ослепшие глаза (Ojos que no ven)
4. Послание в бутылке (Un mensaje en una botella)
5. Труп у озера (Un cadáver en La Laguna)
6. Ночь святой Исабель (La noche de Santa Isabel)

### Второй сезон
1. Что снится рыбам? (¿Con qué sueñan los peces?)
2. За светлячками (Persiguiendo luciérnagas)
3. Перстень (El anillo)
4. Музыкальная шкатулка (La caja de música)
5. В алфавитном порядке (En orden alfabético)
6. Увидеть, чтобы поверить (Ver para creer)
7. Мой друг — чудовище (Mi amigo el monstruo)
8. Северный полюс (El polo norte)

### Третий сезон
1. Филин (El Búho)
2. Восемь миллиметров (8 milímetros)
3. Оловянный солдатик (El soldadito de plomo)
4. На дне морском (En el fondo del mar)
5. Жизнь — это сон (La vida es sueño)
6. Худшая тюрьма в мире (La peor cárcel del mundo)
7. Призрак обезглавленной учительницы (El fantasma de la profesora decapitada)
8. Пятеро мстителей (Los cinco vengadores)
9. Ночь огня (La noche del fuego)

### Четвёртый сезон
1. Проклятие (La maldicion)
2. Сокровищница (La sala del tesoro)
3. Тайна за семью печатями (El secreto mejor guardado)
4. Предупреждение (Premonicion)
5. Заклинание (El exorcismo)
6. Предначертано звёздами (Escrito en las estrellas)
7. Хороший солдат (Un gran soldado)
8. Ключ (La llave)
9. Единорог (El unicornio)
10. Остров в море (Un punto en el mar)
11. Ночь Двух Лун (La noche de las dos lunas)

### Пятый сезон
1. Дневник доктора Вульфа (El cuaderno del doctor Wulf)
2. Амнезия (Amnesia)
3. Человек из мешка (El hombre del saco)
4. Труп невесты (La novia cadáver)
5. Обещание (La promesa)
6. Вампир (El vampiro)
7. Карточный король (El rey de la baraja)
8. Паула в Стране чудес (Paula en el País de las Maravillas)
9. Последний день (El último día)

### Шестой сезон
1. Монстры приходят ночью (Los monstruos vienen de noche)
2. Печенье с предсказаниями (Las galletas del porvenir)
3. Оборотень (El hombre lobo)
4. Предательство (La traición)
5. Бал виновных (El baile de los culpables)
6. Паула и волк (Paula y el lobo)
7. Легенда о Еве (La leyenda de Eva)
8. Ледяная принцесса (La princesa de hielo)
9. Инопланетянин (El extraterrestre)
10. Комната № 13 (La habitación numero 13)
11. Волшебник (El mago)
12. Аляска (Alaska)
13. Когда гаснет свет (Después de la luz)

### Седьмой сезон
1. Протокол (El protocolo)
2. Угроза (La amenaza)
3. Таинственный человек (El hombre misterioso)
4. Сокровище (El tesoro)
5. Центр Земли (El centro de la Tierra)
6. Три лепестка (Los tres pétalos)
7. Убийца Каролины (El asesino de Carolina)
8. Последнее желание (El último deseo)
9. Начало конца (El Principio del fin)
10. Последняя доза (La última dosis)
11. Последние воспоминания (Los últimos recuerdos)
12. Пока смерть не разлучит их (Hasta que la muerte los separe)
13. Последний вдох (El último aliento)
14. Свет (La luz)
15. Конец (El fin)

## Адаптации
Успех сериала «Интернат» в Испании позволил компании Globomedia (производителю сериала) успешно продать права на идею в другие страны.
- Во Франции канал M6 в 2009 году выпустил свою версию под названием «L'internat[фр.]», но из-за низких рейтингов показ прекратился на 10 серии.
- В России 11 апреля 2011 года, в 21:00, на канале «СТС» состоялась премьера адаптированной версии «El internado» под названием «Закрытая школа».

## Видеоигра
По мотивам сериала была создана видеоигра, разработанная компанией «Virgin PLAY» и Nintendo DS, которую так же, как и сериал, назвали «El Internado». Игра вышла на рынок весной 2009 года, что совпало с премьерой пятого сезона. Комплект упаковки с игрой также содержал эксклюзивные подарки: карты, плакат и кулон с выгравированным логотипом сериала.
Игра основана на первых 4 сезонах.

## Награды и номинации
- Премия Ondas 2007 за лучший испанский сериал.
- Fotogramas de Plata
  - Лучший телевизионный актер: Луис Мерло
  - Лучшая телевизионная актриса: Ампаро Баро
- TP de Oro:
  - 2010: Лучшая актриса второго плана: Ампаро Баро (Номинация)
  - 2008: Лучшая актриса: Ампаро Баро
  - 2007: Лучший национальный сериал
- Премия Vieira de Plata 2008
  - Лучший дебют: Мартин Ривас
- Премия Glamour 2008
  - Открытие премии: Марта Торне
- Фестиваль кино и телевидения Ислантильи
  - 2009: Открытие премии: Мартин Ривас
  - 2008: Лучший телевизионный актер: Луис Мерло
- Международный телевизионный фестиваль в Монте-Карло 2009
  - Номинации на «Золотую нимфу» за лучшую мужскую роль: Рауль Фернандес и Йон Гонсалес.
  - Номинации на «Золотую нимфу» за лучшую женскую роль: Бланка Суарес и Марта Торне.
- Премия ATV 2008
  - Номинация на лучший национальный сериал
  - Приз за лучшую операторскую работу и освещение: Давид Аррибас.
  - Приз за лучшую режиссуру искусства и сценографии: Фернандо Гонсалес.
- Премия Mujer Cosmopolitan 2009
  - Лучшая ТВ актриса: Ана де Армас.